# Ljubičasti pigment 23
Ljubičasti pigment 23 ili pigment ljubičaste 23 je organski spoj koji je prisutan na tržištu (komercijalni pigment). Član je heterocikličkih spojeva iz obitelji dioksazina, ali izvedenih iz karbazola. Priprema se kondenzacijom kloranila i 3-amino-N-etilkarbazola. Ima centrosimetričnu kutnu strukturu. Dugi niz godina, struktura je pogrešno određena kao da ima "linearnu strukturu" (EC broj 228-767-9, CAS RN 6358-30-1) koja se razlikuje u smislu fuzije prstena karbazola. Ljubičasti pigment 23 pripravlja se kondenzacijom anilina s kloranilom. ref name=Ullmann>Horst Tappe, Walter Helmling, Peter Mischke, Karl Rebsamen, Uwe Reiher, Werner Russ, Ludwig Schläfer and Petra Vermehren "Reactive Dyes"in Ullmann's Encyclopedia of Industrial Chemistry 2000, Wiley-VCH, Weinheim. DOI:10.1002/14356007.a22_651 </ref>

## Karbazol
Karbazol (lat. carbo: ugljen + franc. azote: dušik) ili dibenzopirol (C6H4)2NH, je bezbojni, kristalni heterociklički spoj, netopljiv u vodi i slabo topljiv u većini organskih otapala. Karbazol se nalazi uz antracen u katranu kamenog ugljena. Služi u sintezi bojila, eksploziva, umjetnih smola te kao konzervans za gumu.

## Dioksazinski pigmenti
Među ljubičastim organskim pigmentima posebno se ističu dioksazinski pigmenti. Osnovna struktura jedinica u njihovoj molekuli jest oksazin, odnosno dioksazin supstituiran u objema vanjskim aromatskim jezgrama. Od dioksazin pigmenata najpoznatiji je karbazolni ljubičasti pigment (C.I. PV 23, 51 319) koji se u strukturnom smislu može predstaviti kao dvostruki kondenzat oksazina i karbazola. Njegove su odlike snažna (intenzivna) ljubičasta boja, vrlo dobra postojanost na svjetlu, prema toplini i atmosferilijama, te dobra otpornost prema većini otapala. To je tržišno vrlo cijenjeni ljubičasti pigment, koji se u prvom redu mnogo upotrebljava za nijansiranje ftalocijaninskog plavog pigmenta u crvenkasti ton, te kao dodatak bijelim pigmentima za naliče ili sintetske materijale, od kojih se traži osobito postojana bijela boja.